# José María Guerrero
Pour les articles homonymes, voir Guerrero (homonymie).
 (décembre 2014).
Si vous disposez d'ouvrages ou d'articles de référence ou si vous connaissez des sites web de qualité traitant du thème abordé ici, merci de compléter l'article en donnant les références utiles à sa vérifiabilité et en les liant à la section « Notes et références ».
José María Guerrero (né le 1er avril 1970 en Équateur) est un joueur de football international équatorien, qui évoluait au poste d'attaquant.

## Biographie

### Carrière en sélection
Avec l'équipe d'Équateur, il joue un match (pour aucun but inscrit) en 1991. Il figure notamment dans le groupe des sélectionnés lors des Copa América de 1991 et de 1993.